# Claudio Laely
Claudio Laely (* 22. Februar 1992) ist ein Schweizer Unihockeyspieler. Er steht beim Nationalliga-A-Vertreter Grasshopper Club Zürich unter Vertrag.

## Karriere

### Verein
Laely begann seine Karriere beim UHC Alligator Malans. 2009 wurde er in das Kader der ersten Mannschaft aufgenommen. Zwei Jahre später konnte er sich mit den Malansern erstmals für den Play-off-Final qualifizieren. Dort unterlagen sie aber dem Serienmeister SV Wiler-Ersigen (SVWE). 2012 gelang ihnen der Einzug in den Final des Schweizer Cups, den sie gegen den SVWE gewinnen und sich somit für die Niederlage im Meisterschaftsfinal ein Jahr davor revanchieren konnten. 2013 gelang die Qualifikation erneut. Im Final konnten die Malanser Floorball Köniz besiegen. 2014 unterlagen sie im Cupfinal dem Grasshopper Club Zürich. Bei der kommenden Austragung des Cups stiessen sie erneut in den Final vor und siegten, Laely konnte somit seinen zweiten Cup gewinnen. Nur wenige Monate später unterlagen die Malanser im Superfinal dem SV Wiler-Ersigen. Im Superfinal 2017 unterlagen sie erneut dem SVWE.
Nach der Saison 2016/17 gab der UHC Alligator Malans den Abgang Laelys zum Grasshopper Club Zürich bekannt. Am Champy Cup 2017 verletzte sich Laely am Fuss und fehlte somit zu Beginn der Meisterschaft.
Nachdem die Saison in der Nationalliga A wegen der Covid-19-Pandemie zwischenzeitlich unterbrochen worden war, wechselte Laely temporär zum schwedischen Verein IBK Dalen, wo er zwei Partien absolvierte. Anschliessend kehrte er zum Grasshopper Club Zürich zurück.
Am 15. März 2021 verkündete GC die Vertragsverlängerung mit Laely. Er verlängerte seinen Vertrag um ein Jahr.

### Nationalmannschaft

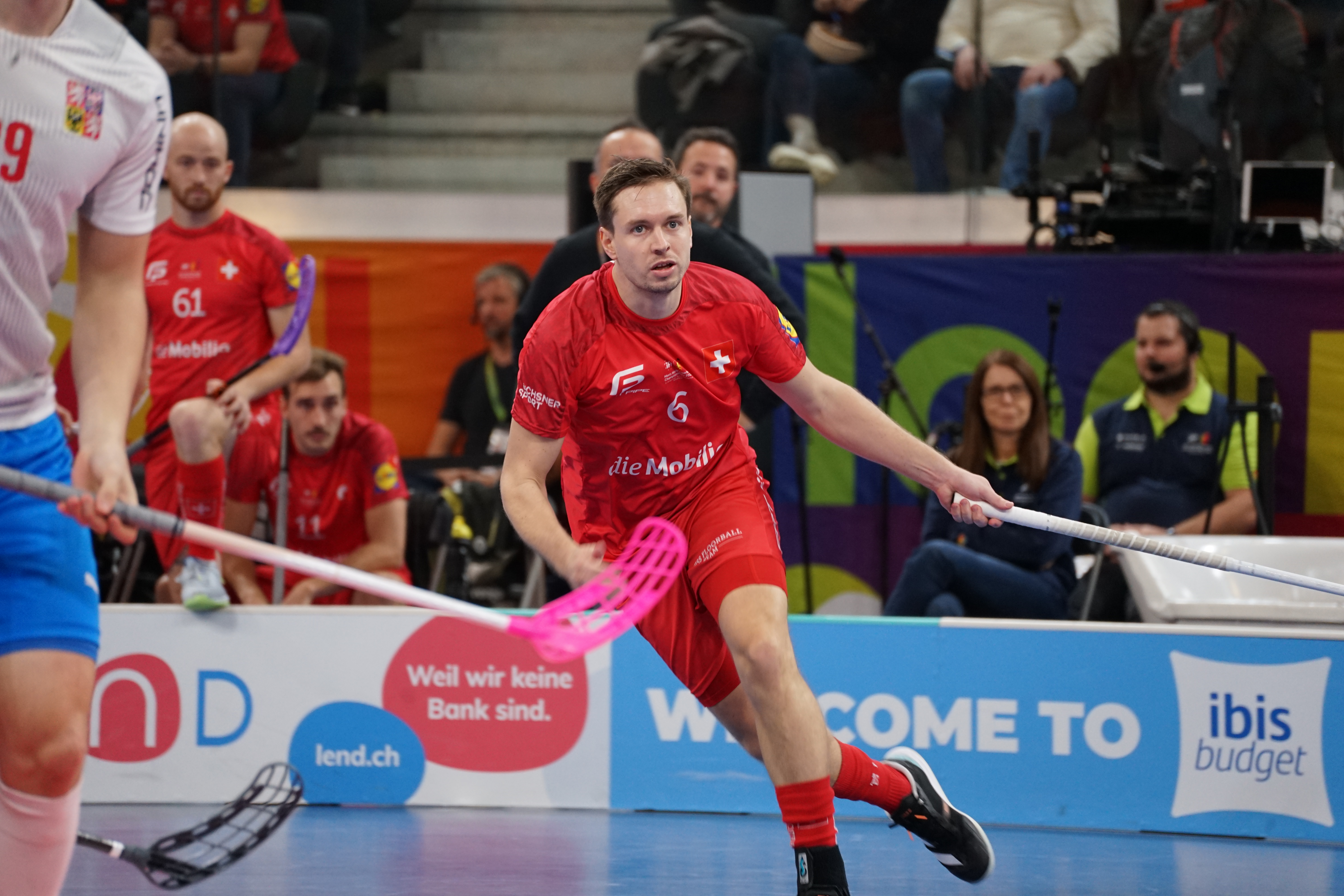
Laely im Dress der Nationalmannschaft (WM 2022)

Laely nahm 2010 mit der U19-Unihockeynationalmannschaft an der Euro Floorball Tour teil, bei welcher die Schweiz den vierten und somit letzten Schlussrang erreichte. Ein Jahr später spielte er unter Thomas Berger an der U19-Weltmeisterschaft in Weissenfels mit. Dort gewann er die Bronze-Medaille.
2013 wurde er erstmals für die A-Nationalmannschaft einberufen und nahm mit der Mannschaft an der Euro Floorball Tour teil, bei welcher er vier Assists beisteuerte. Drei Jahre später nahm er erstmals an der Weltmeisterschaft teil. Er kam in sechs Partien zum Einsatz und erzielte dabei zwei Treffer und steuerte einen Assist bei. Die Schweiz beendete das Turnier auf dem dritten Schlussrang. An der WM 2018 gab es erneut Bronze für die Schweiz; Laely trug mit einem Tor und drei Assists dazu bei. 2021 und 2022 reichte es nur für den vierten Rang, Laely verzeichnete zwei Tore und einen Assist respektive vier Tore und einen Assist.

## Erfolge
- Schweizer Meister: 2013
- Schweizer Cup: 2012, 2015